# Dahouara
Dahouara là một đô thị thuộc tỉnh Guelma, Algérie. Dân số thời điểm năm 2002 là 7.791 người.